# Reacción de Termidor
Reacción de Termidor o Convención Termidoriana son los nombres que recibe el periodo de la Revolución francesa que se inicia el 27 de julio de 1794, con la caída de Robespierre y Saint Just, terminando el 26 de octubre de 1795, fecha en la que la Constitución del Año III establece el directorio. Toma su nombre de la Convención Nacional, denominación del parlamento en aquella época, y sucede a la Convención Montañesa, período de la Primera República francesa dominado por los jacobinos. El nombre de «termidor» procede de uno de los meses de verano en el calendario republicano y hace referencia al 9 de termidor del año II (27 de julio de 1794), fecha de la caída de Robespierre que dio paso al dominio de los republicanos conservadores, llamados precisamente «termidorianos».

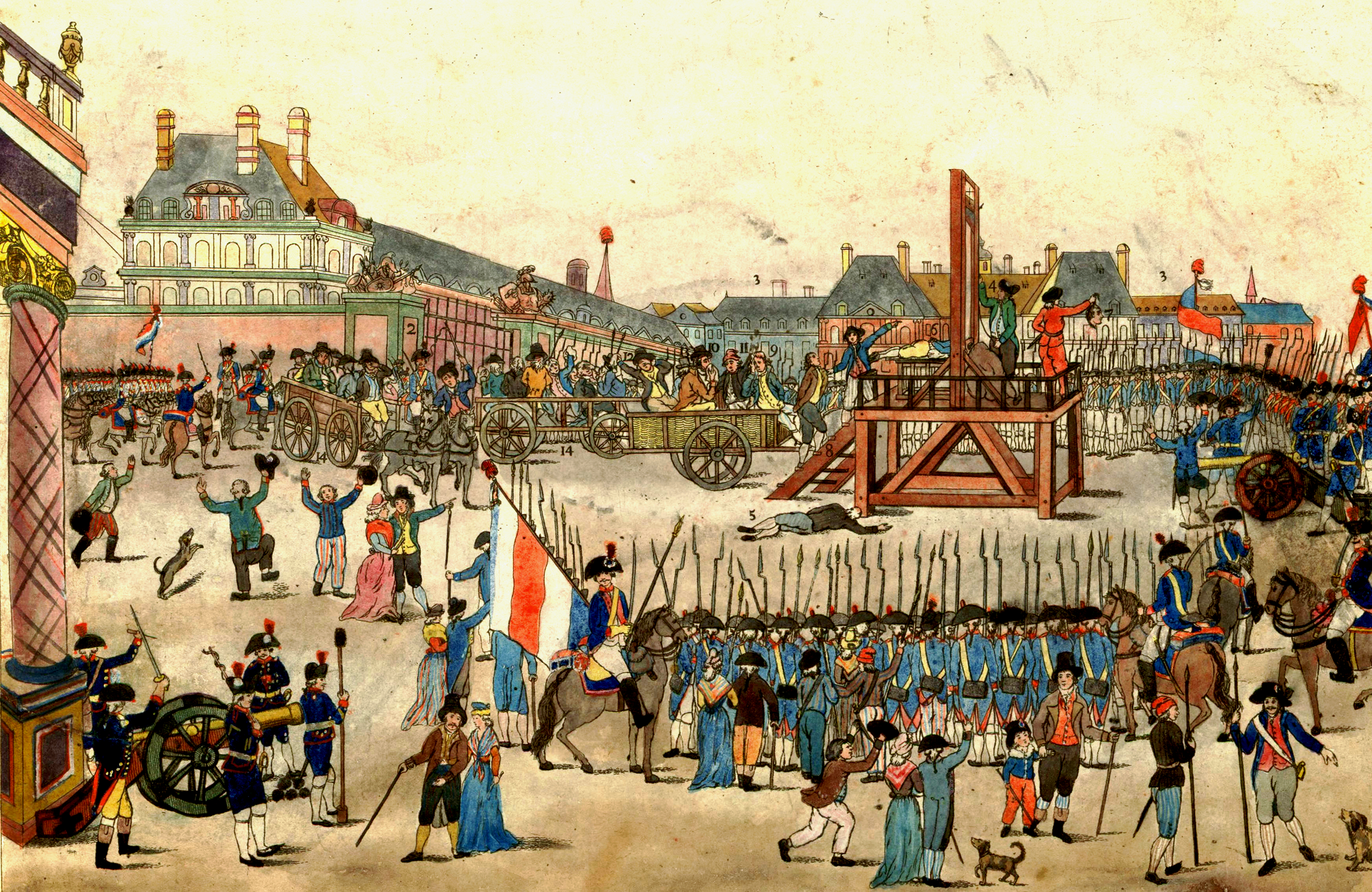
Ejecución de Maximilien Robespierre el 10 de termidor del año II (28 de julio de 1794).

## Antecedentes: de Germinal a Termidor del año II (marzo-julio de 1794)

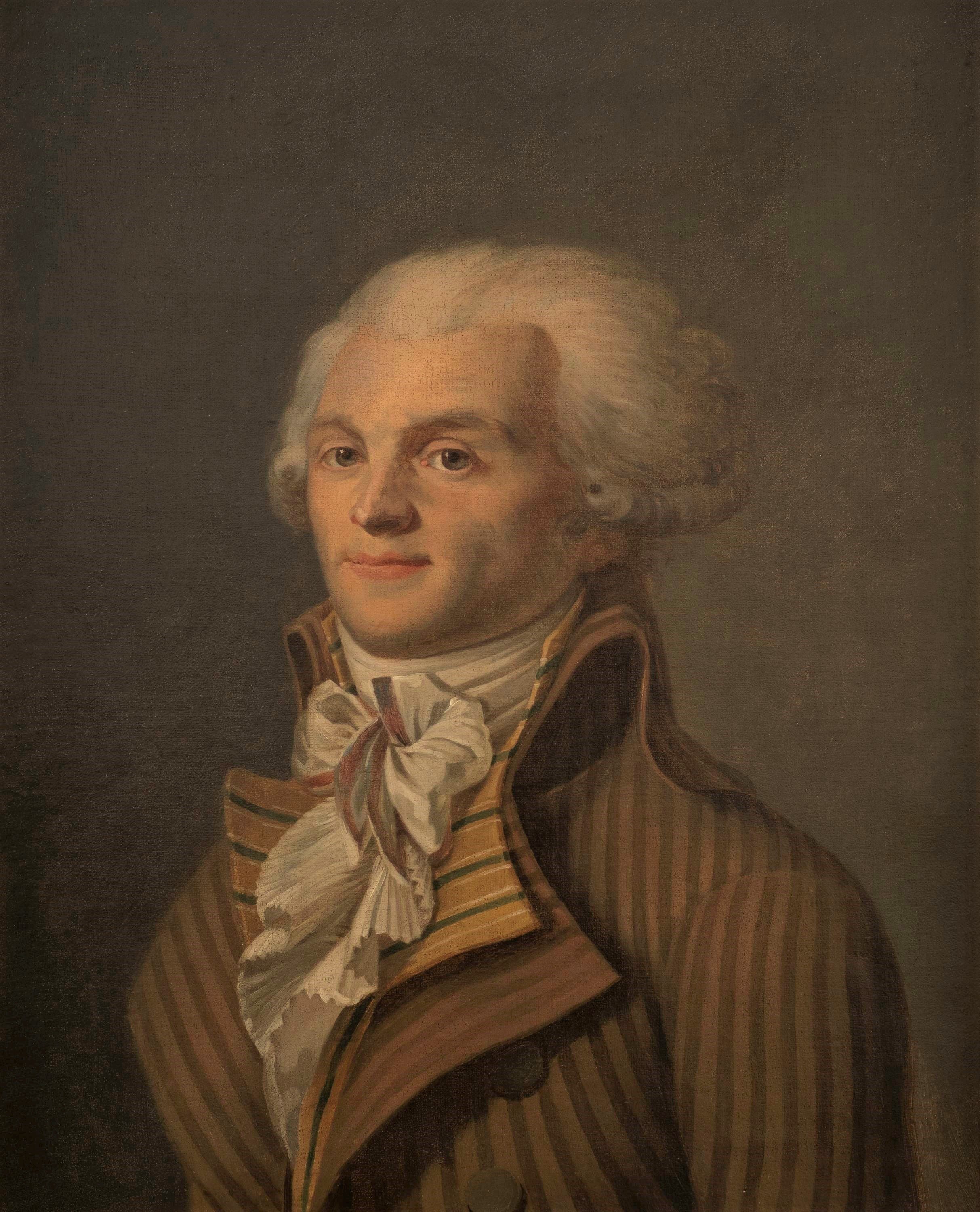
Robespierre.

Tras la caída de los girondinos en las jornadas del 31 de mayo y del 2 de junio de 1793, la izquierda de la Convención Nacional, conocida como La Montaña —e integrada por jacobinos y por cordeliers—, se hizo con el poder. Para hacer frente a la invasión de Francia por la Primera Coalición y al estallido de rebeliones "contrarrevolucionarias" en el interior del país –"federalistas", Vendée- puso el "Terror a la orden del día" el 5 de septiembre de 1793 y el 10 de octubre proclamó que el gobierno sería revolucionario hasta la paz, encabezado por el Comité de Salvación Pública junto con el Comité de Seguridad General.
En el mes de germinal del año II (marzo-abril de 1794) fueron eliminadas sucesivamente las dos "facciones" que «amenazaban» al «gobierno revolucionario». La "ultrarrevolucionaria" –o Exagerés- constituida por los cordeliers encabezados por Jacques-René Hébert -guillotinados el 4 de germinal (24 de marzo)- y la "citrarevolucionaria" de los jacobinos Indulgents encabezados por Georges Danton y por Camille Desmoulins —guillotinados el 16 de germinal (5 de abril de 1794)—.

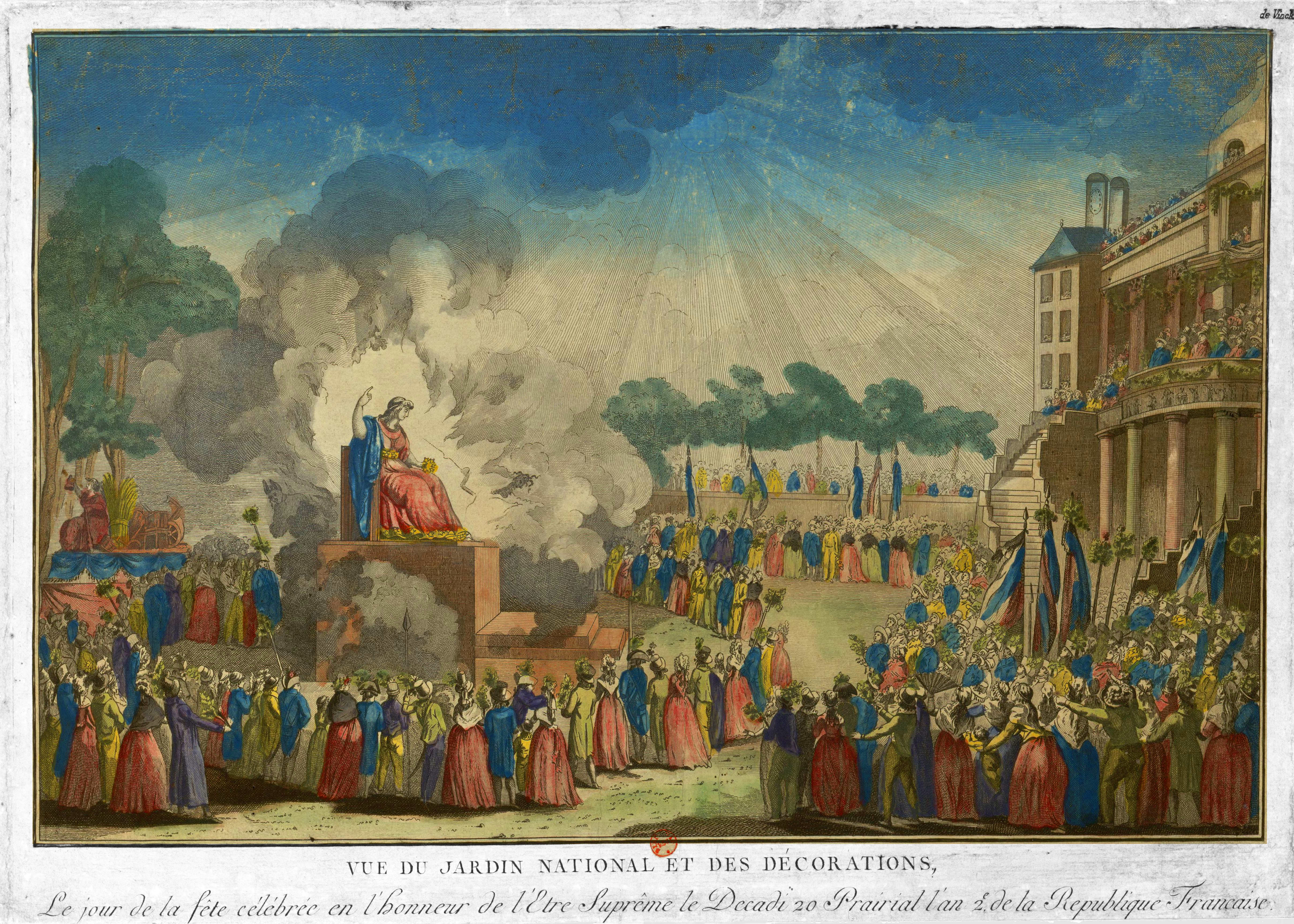
Fiesta del Ser Supremo, 20 de pradial del año II (8 de junio de 1794).

Tras la eliminación de hebertistas y dantonistas el Comité de Salvación Pública, en el que el miembro más prominente era el jacobino Maximilien Robespierre, afianzó su dictadura y pareció que la unidad del "gobierno revolucionario" estaba salvaguardada. Pero pronto se produjo la división en el mismo a causa de la celebración de la deísta fiesta del Ser Supremo del 20 de pradial (8 de junio) promovida por Robespierre y que suponía poner fin al movimiento ateo descristianizador defendido por los "ultrarevolucionarios". En la celebración Robespierre, como presidente de la Convención desde el 16 de pradial, marchó solo en cabeza del desfile. Según las Memorias de un diputado, la fiesta del Ser Supremo encolerizó a Billaud-Varenne y a Collot d'Herbois, antiguos hebertistas y miembros del Comité de Salvación Pública, porque era un síntoma de vuelta al antiguo orden.
La división se ahondó a propósito de la Ley de 22 de pradial (10 de junio) que simplificaba aún más los procedimientos judiciales del Terror, porque en su elaboración, que corrió a cargo de un amigo y estrecho aliado de Robespierre, Georges Couthon, los miembros del Comité de Seguridad General, que era el órgano que se ocupaba de las detenciones, ni siquiera fueron consultados. Esto se sumaba al rechazo del Comité al Boureau de policía creado un mes antes por Robespierre y Louis Saint-Just, otro amigo y estrecho aliado de El Incorruptible también miembro del Comité de Salvación Pública, y que interfería con sus competencias. Las relaciones entre Robespierre y el Comité de Seguridad Gerneral se degradaron aún más a causa del llamado affaire Théot, una anciana visionaria admiradora de Robespierre conocida como la madre de Dios, que estaba acusada de dirigir una "conspiración contrarrevolucionaria", y que profetizaba la venida del Mesías. Fue denunciada por el miembro del Comité de Seguridad General, Marc Vadier, quien insinuó que el Mesías esperado era Robespierre, pero éste consiguió que el fiscal del Tribunal Revolucionario desestimara el caso, lo que, según Peter McPhee, "confirmó a muchos la opinión de que sus poderes eran ilimitados".
A pesar de que la victoria en la batalla de Fleurus del 8 de mesidor (26 de junio) puso fin a la amenaza de las tropas austríacas en la frontera norte, lo que suponía que podía comenzar a plantearse el fin al Terror, las ejecuciones no solamente continuaron sino que se incrementaron durante este período conocido como el Gran Terror. "En mesidor (del 19 de junio al 18 de julio) se dictaron 796 condenas a muerte. Mientras que aproximadamente la mitad de las expuestas ante el Tribunal Revolucionario en 1793 habían sido absolutorias, con la ley de 22 pradial solo una de cada cinco personas quedaba en libertad. Las cifras de las ejecuciones aumentaba sin cesar: en floreal (del 20 de abril al 19 de mayo) había habido un promedio de once diarias; en pradial (del 20 de mayo al 18 de junio) de dieciséis diarias; pero ahora, en mesidor, había veintiséis diarias".

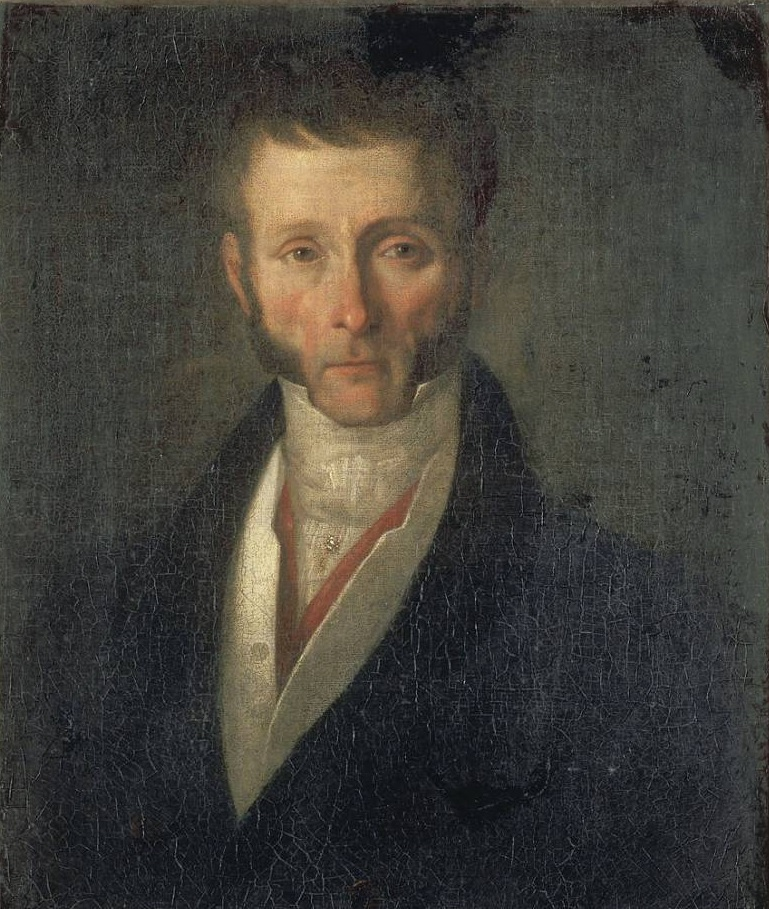
Joseph Fouché, representante en misión enemigo de Robespierre.

Las serias desavenencias entre los dos comités y en el seno del Comité de Salvación Pública se hicieron evidentes en la tumultuosa reunión conjunta del 11 de mesidor (29 de junio). A partir de aquella fecha Robespierre dejó de asistir a las reuniones del Comité de Salvación Pública, como ya lo había hecho desde el 18 de junio en la Convención. En el discurso del 8 de termidor explicó las razones de su ausencia: Desde hace más de seis semanas, la naturaleza y la fuerza de la calumnia, la impotencia de hacer el bien y de detener el mal, me han forzado a abandonar mis funciones de miembro del Comité de Salvación Pública. Según David Andress la decisión de ausentarse de la vida pública, la tomó en el peor momento ya que por entonces "se alineaba en su contra un rosario de fuerzas políticas, y al negarse a debatir con ellas en público no hizo más que dar pábulo a sus miedos ante una nueva depuración y, por añadidura, a su determinación de actuar". Además durante su ausencia del Comité de Salud Pública tuvo lugar la escalada del "Gran Terror" por lo que, según Peter McPhee, "el espectacular ascenso de los veredictos de culpabilidad y las ejecuciones del mes de julio bajo la ley de 22 de pradial no se pueden imputar directamente a él". Por el contrario «había ocasiones en que Robespierre intervenía personalmente para proteger a determinados individuos». Robespierre no volvió al Comité de Salvación Pública hasta el 5 de termidor (23 de julio) para una sesión de "reconciliación" preparada por Bertrand Barère, y que había surgido tras la reunión de los dos comités –el de Salvación Pública y el de Seguridad General- del día anterior. Pero Robespierre se mostró intransigente y la pretendida reconciliación no se produjo.
Se ha debatido mucho sobre si la conspiración que denunciaba Robespierre, y sobre la que volvería a insistir en su discurso del 8 de termidor ante la Convención, existió realmente. Según Peter McPhee, Robespierre esta vez, "tenía toda la razón". Según David Andress, la iniciativa de la conjura partió de los amenazados representantes en misión (Fréron, Barras, Tallien, Fouché, Edmond Dubois-Crancé), singularmente de Joseph Fouché, quien se dedicó a decir a los compañeros sobre los que pesaba la misma amenaza: Vuestro nombre está en la lista; figuráis en la lista [de Robespierre] como figuro en ella yo mismo, ¡y no me cabe la menor duda!.

## 9 de termidor del año II (26 de julio de 1794): la caída de Robespierre
El 8 de termidor (26 de julio) Robespierre volvió a la Convención de la que llevaba ausente seis semanas para pronunciar un discurso dirigido a revelar abusos y defender vuestra autoridad ultrajada y la libertad violada. No dio ningún nombre sobre la conspiración que según él amenazaba a la Convención, excepto el de su colega del Comité de Salvación Pública, Pierre-Joseph Cambon y el de dos miembros del Comité de Finanzas, pero, según Peter McPhee, "el discurso sí contenía las suficientes precisiones como para hacer temer a los sospechosos de excesos que habían sido identificados como responsables de propagar el terror y la calumnia: unos agentes impuros se han excedido realizando detenciones injustas; los proyectos destructivos han amenazado a todas las fortunas modestas y sembrado la desesperación en infinidad de familias apegadas a la revolución. Lo mismo afirma David Andress: "Ninguno de los presentes ignoraba a quiénes estaba acusando. Entre otros, se refería a Billaud-Varenne, Carnot y el tránfuga Barère; a Marc Vadier… y a diversos dantonistas, incluido Thuriot. […] También comunicó, de forma implícita aunque inequívoca, al trío de representantes depuestos conformado por Tallien, Barras y Fouché, el funesto destino que los aguardaba". Robespierre dijo:

¿Cuál es el remedio para ese mal? Castigar a los traidores, renovar los bureaux del comité de Seguridad general, depurar ese mismo comité, y subordinarlo al comité de Salvación pública, depurar el propio comité de Salvación pública, constituir la unidad del gobierno bajo la autoridad suprema de la Convención nacional que es el centro y el juez

Acabó su discurso con unas frases en las que, según David Andress, pareció asumir que "sería destruido por haberlo redactado":

¿Qué puede objetarse contra quien anhela decir la verdad y consiente en morir por ello? […] Yo he nacido para combatir el crimen, no para dirigirlo, y aún no ha llegado el tiempo en que los hombres honrados puedan servir a la nación sin ser castigados.

A diferencia de ocasiones anteriores, los diputados esta vez sí reaccionaron. Cambon, directamente acusado por Robespierre, afirmó: Es hora de decir toda la verdad: un solo hombre paraliza la voluntad de la Convención nacional; ese hombre es el que acaba de pronunciar el discurso, es Robespierre; así juzgad. Y otros diputados le exigieron que diera los nombres de los que participaban en la conspiración, pero Robespierre se negó.
Por la tarde Robespierre leyó de nuevo su discurso ante el Club de los Jacobinos y cuando acabó declaró:

Hermanos y amigos, es mi testamento lo que acabáis de oír. […] Si me abandonáis, veréis con que calma beberé la cicuta.

Cuando Collot d'Herbois intervino a continuación apenas se le pudo oír a causa de los abucheos –pidió que se emprendiera una investigación más crítica acerca de las acusaciones formulada por Robespierre, en lo que fue secundado por Billaud-Varenne, que tampoco pudo ser escuchado a causa de los gritos de los asistentes, entre los que se oyó alguno que decía: ¡A la guillotina!-. Y finalmente Collot y Billaud-Varenne fueron expulsados de la sala.

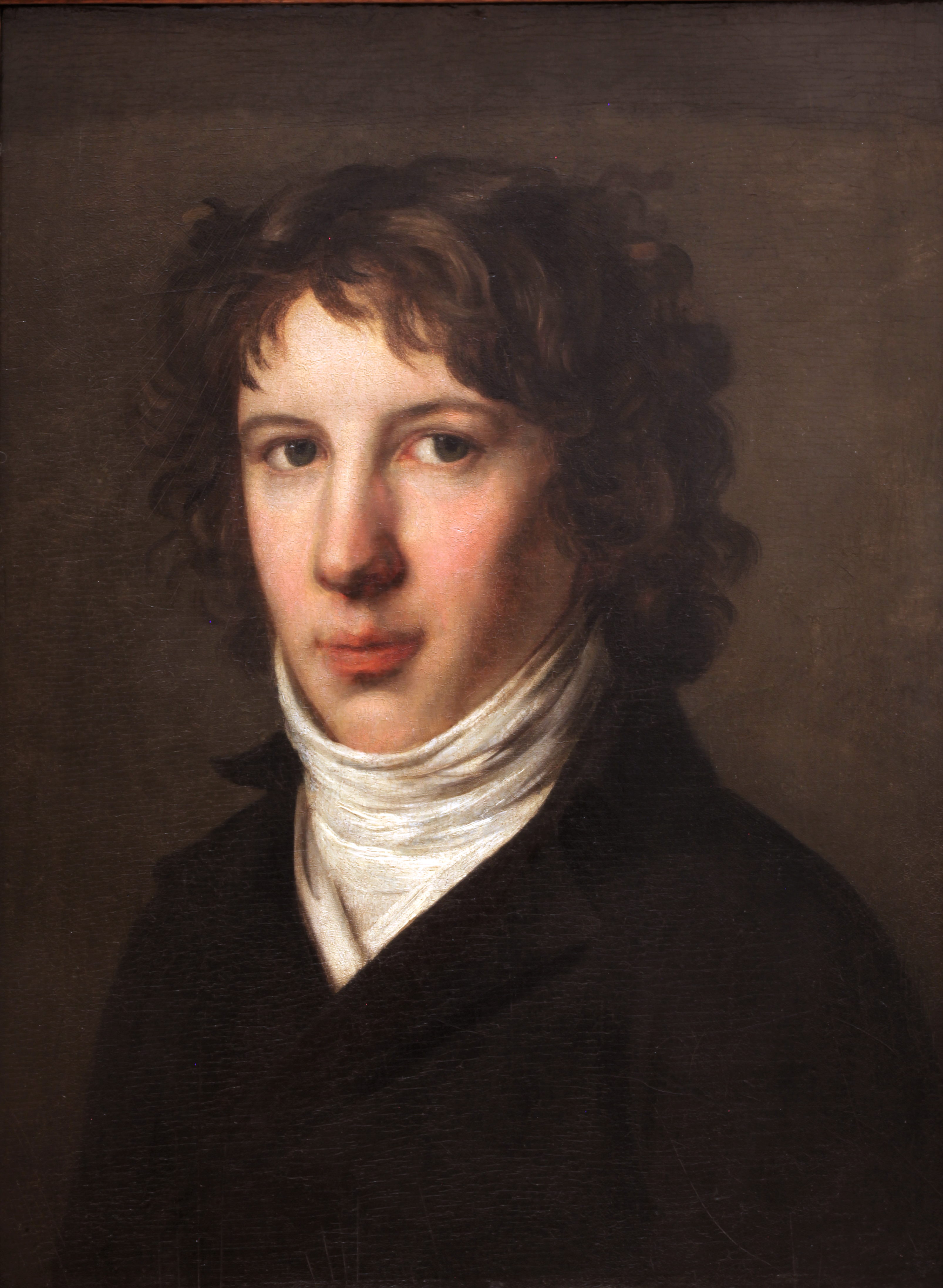
Louis Saint-Just, miembro del Comité de Salvación Pública. Amigo y aliado de Robespierre y de Couthon.

Al día siguiente, 9 de termidor, Saint-Just subió a la tribuna de la Convención hacia las doce de la mañana para presentar un informe en nombre de los dos comités, pero solo consiguió leer el primer párrafo, porque fue interrumpido por Tallien quien le llamó al orden argumentando que su discurso iba a dividir aún más al gobierno –vienen a atacarse unos a otros, a exacerbar los males de la patria y a hundirla en el abismo-. Le siguió Billaud-Varenne quien acusó a Robespierre de haber dictado él solo la Ley del 22 de pradial, de haber espiado a los diputados, de haberse ausentado del comité y de querer degradar la Convención. También lo acusó, incurriendo en una contradicción que al parecer pasó desapercibida, de haber sido demasiado indulgente con los "contrarrevolucionarios". Pero cuando Robespierre se dirigió a la tribuna para defenderse de las acusaciones se oyeron gritos de ¡Abajo el tirano! y no le dejaron hablar. El presidente Collot d'Herbois tampoco le dio palabra.
Las acusaciones contra Robespierre continuaron y éste nunca consiguió que el presidente de la Convención le diera la oportunidad de hablar para poder rebatirlas. Tampoco dejaron intervenir a Couthon y a Le Bas, amigos y aliados de Robespierre. Entonces hacia las dos y media de la tarde Louis Louchet, un oscuro diputado de la Montaña, propuso la detención de Robespierre. Su hermano, Augustin Robespierre pidió ser detenido también e increpó al presidente: ¿Con qué derecho, presidente, proteges a los asesinos? -según otras versiones fue Maximilien el que grita la frase cuando de nuevo se le impide tomar la palabra-. A continuación son también detenidos Couthon, Saint-Just y Le Bas y hacia las cuatro de la tarde, Robespierre y los otros cuatro diputados arrestados son conducidos por los gendarmes a las dependencias del Comité de Seguridad General.
Cuando en la Maison-Commune (Hôtel-de-Ville: Ayuntamiento de París) tienen conocimiento de las detenciones, el alcalde de París Lescot-Fleuriot y el agente nacional en la ciudad Claude-François Payan, ambos partidarios de Robespierre, llaman a las secciones y tocan a rebato. Aunque solamente 16 de las 48 secciones, envían hombres a la plaza frente al Hôtel de Ville de París, hacia las siete de la tarde ya se han congregado más de 3.000 hombres.
Mientras tanto los cinco diputados detenidos son conducidos cada uno a una prisión diferente de París, aunque cuando Robespierre llega a su destino, la prisión del Luxemburgo, no es admitido allí y finalmente es conducido a la administración de policía de la Mairie, en el quai des Orfèvres.
Hacia las ocho de la tarde, Coffinhal, vicepresidente del Tribunal Revolucionario, se dirige junto con más de dos mil hombres a la Convención con el propósito de liberar al jefe de la Guardia Nacional, Hanriot que había sido detenido tres horas antes cuando intentó rescatar a los diputados detenidos. Entran en las Tullerías y rescatan a Hanriot, pero no asaltan la Convención, por respeto a la legalidad o por falta de órdenes, y se vuelven al Hôtel-de-Ville.

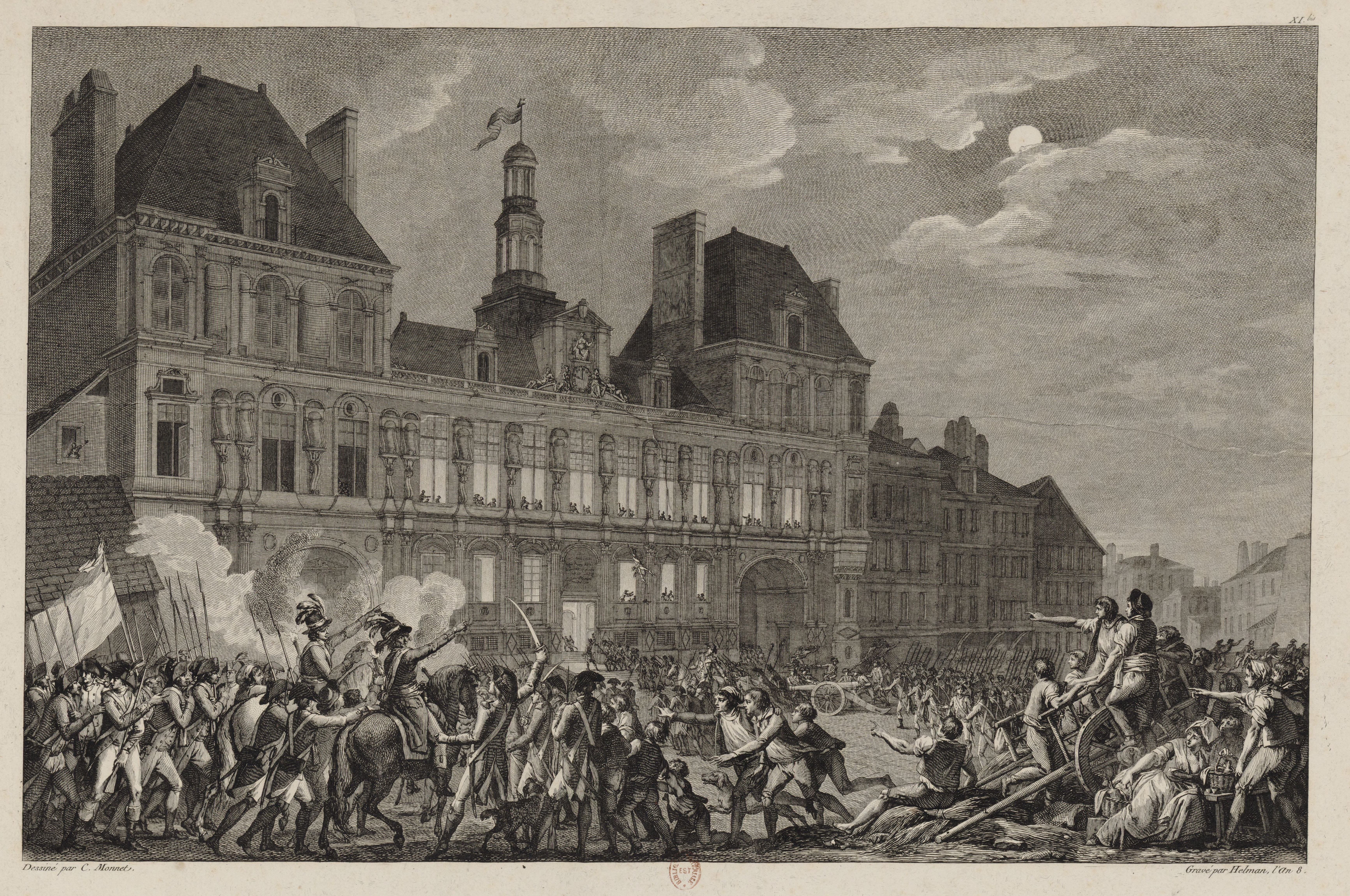
Las fuerzas de la Convención llegan a la plaza frente al Hôtel-de-Ville hacia las dos de la madrugada.

Hacia las diez y media de la noche Voulland, miembro del Comité de Seguridad General, hace votar la declaración de hors la loi para Robespierre y todos aquellos que han incumplido el decreto de detención, aunque en aquel momento Robespierre seguía preso, así como Couthon y Saint-Just, y solamente su hermano Augustin y Le Bas habían sido liberados. Cuando conoce que ha sido declarado hors la loi, Robespierre accede por fin a abandonar la administración de policía y a las once de la noche se incorpora al Comité de Ejecución de la Comuna de París en el Hôtel-de-Ville. Poco después se incorporan Saint-Just y Couthon. Pero el Comité de Ejecución no ordena iniciar la insurrección y así los alrededor de 3000 hombres armados que llevan varias horas en la plaza del Hôtel-de-Ville empiezan a abandonarla, sobre todo cuando se va conociendo que muchas secciones se han alineado con la Convención y que ésta ha promulgado unos decretos declarando hors la loi a los que se enfrenten a ella. A la una y media de la madrugada ya no queda nadie en la plaza.
Después de las dos de la madrugada del 10 de termidor las fuerzas de la Convención asaltan el Hôtel-de-Ville de París. Le Bas se suicida de un disparo, Maximilien Robespierre es gravemente herido –se especula sobre si intentó también sucidarse-, Couthon y Augustin Robespierre también resultan malheridos, y Saint-Just es el único que es detenido ileso. Son llevados a la prisión de la Conciergerie y luego al Tribunal Revolucionario, donde son identificados y luego condenados a muerte sin juicio al haber sido declarados proscritos (hors la loi). A las seis de la tarde tres carretas les conducen desde la Conciergerie al cadalso, junto con otros dieciocho dirigentes de la Comuna de París que les han ayudado. Una hora después comienzan las ejecuciones. Couthon es el primero en ser guillotinado, Robespierre el antepenúltimo y el alcalde Fleuriot-Lescot el último. Los cadáveres serán enterrados en la fosa común del cementerio de los Errancis (actual VIII Distrito de París).

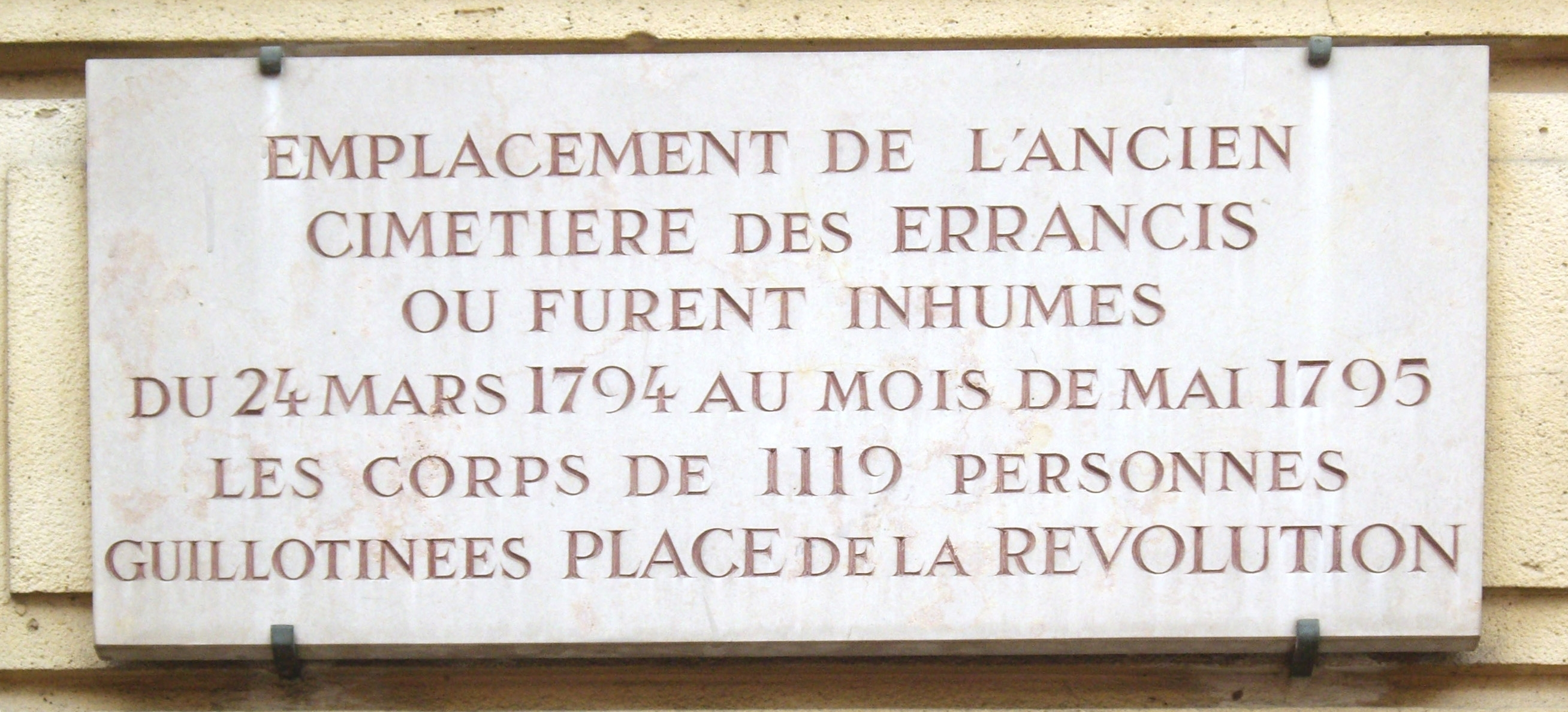
Placa del desaparecido cementerio de los Errancis, en el actual distrito VIII de París, en memoria de las 1119 personas guillotinadas en París durante el período termidoriano, del 24 de marzo de 1794 hasta mayo de 1795.

## La Convención termidoriana (julio de 1794 – octubre de 1795)

### El fin del gobierno revolucionario

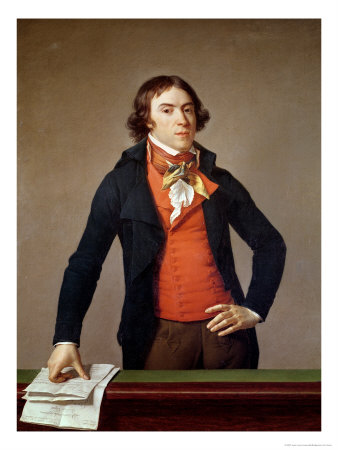
Bertrand Barère de Vieuzac, miembro del Comité de Salvación Pública.

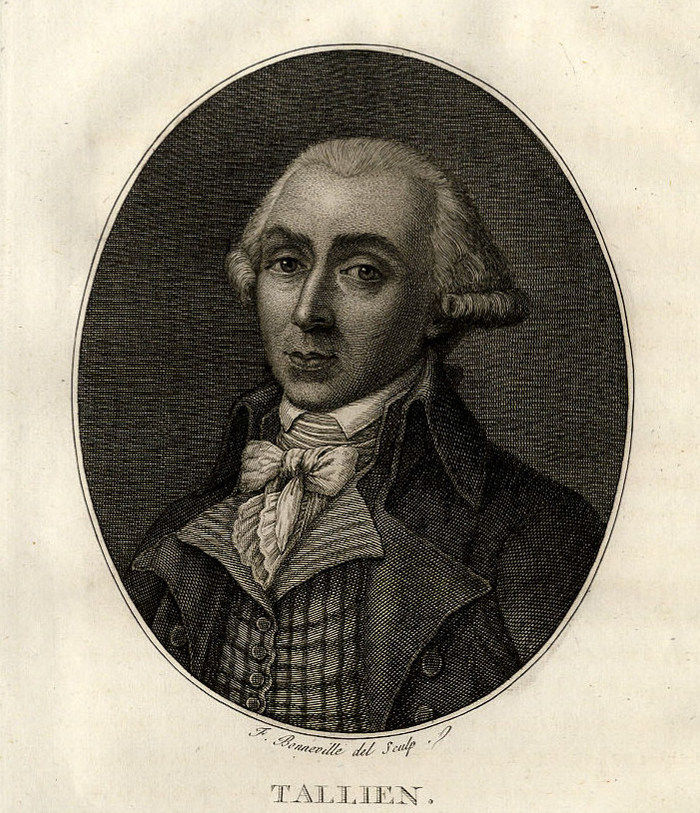
Jean-Lambert Tallien, antiguo representante en misión.

El 11 de termidor (29 de julio) Bertrand Barère propuso a la Convención el nombramiento de tres candidatos para que ocuparan los tres puestos que habían quedado vacantes en el Comité de Salvación Pública a causa de la ejecución el día anterior de Robespierre, Saint-Just y Couthon. Sin embargo, la Convención rechazó la propuesta y aceptó en su lugar la de Tallien que planteó renovar completamente el Comité y decretar la sustitución periódica de sus miembros. Así el propio Tallien y Thuriot, dos destacados protagonistas de la caída de Robespierre, pasaron a formar parte de él. El 1 de agosto (14 de termidor) le tocó el turno al Comité de Seguridad General. También fueron recortados los poderes de los representantes en misión y finalmente el 24 de agosto (7 de fructidor) el Comité de Salvación Pública perdió el control del resto de comités y pasó a ser uno más.
Al mismo tiempo se procedió a liquidar el Terror. El 1 de agosto (14 de termidor) fue derogada la Ley de 22 de pradial, el 5 (18 de termidor) se derogó la Ley de sospechosos –por lo que a partir de entonces solamente se podría encarcelar a los que fueran acusados de algún delito específico- y el 10 (23 de termidor) se definieron de forma más estricta las competencias del Tribunal Revolucionario, insistiendo además en que solamente se podía condenar a un acusado del que se pudieran aportar pruebas fehacientes de que era un contrarrevolucionario. Al mismo tiempo el fiscal del tribunal Fouquier-Tinville fue destituido y detenido y a partir del 10 de agosto (23 de termidor), segundo aniversario de la caída de la monarquía, comenzaron a ser liberados de las prisiones miles de sospechosos –en París más de 3500 presos fueron excarcelados-.

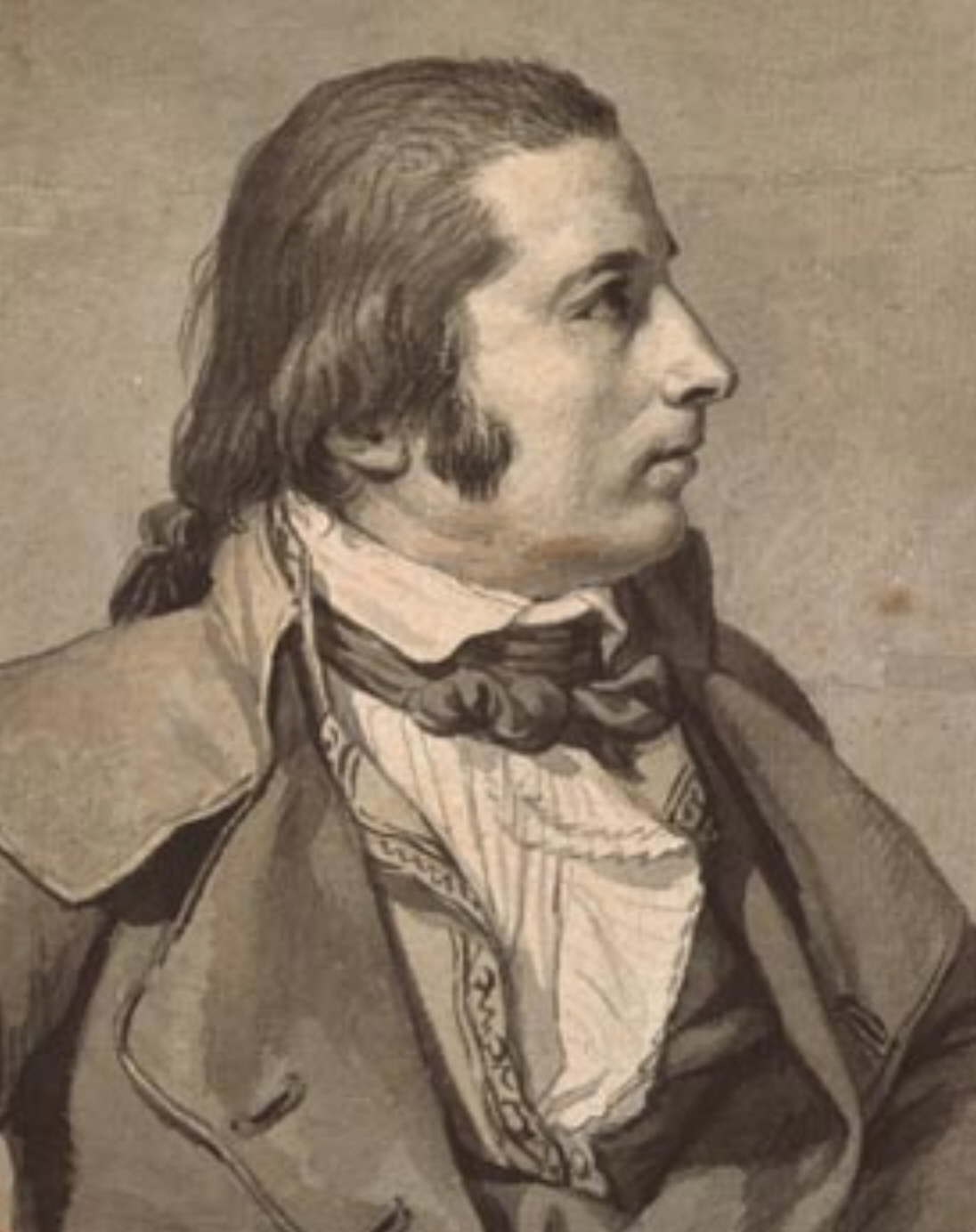
Robert Lindet, retrato presunto por Jacques Louis David en 1795.

El 19 de septiembre Robert Lindet, miembro del Comité de Salvación Pública en ese momento y en la época de Robespierre, pidió sin éxito que se declarara una amnistía general y que se olvidaran los hechos ocurridos durante el Terror: "¿Quién iba a querer pedirnos cuentas de acciones imposibles de prever y dominar? La Revolución que ha tenido lugar es labor de todos… ¿Qué nos ha ocurrido que no suceda a todo aquel que se ve arrojado a una distancia infinita del curso habitual de su existencia?" Pero Tallien ya había denunciado el Terror el 28 de agosto (11 de fructidor) al calificarlo como un sistema consistente en "amenazar a los individuos… en todo momento y por todo… con cualquier cosa que pueda concebir la imaginación cruel", que "sitúa en cada hogar un espía, y en cada familia, un traidor al servicio de un tribunal de asesinos".
Un proceso iniciado el 8 septiembre dio el golpe definitivo al "sistema del Terror". Ante el Tribunal Revolucionario fueron presentados para ser juzgados ciento tres presuntos contrarrevolucionarios de Nantes que llevaban varios meses encarcelados por orden del representante en misión, el ultraterrorista Jean Baptiste Carrier. Cuando los acusados pudieron hablar ante el tribunal, gracias a las nuevas normas que lo regían, denunciaron los crímenes cometidos por los miembros del comité revolucionario de su ciudad –que entonces también estaban en prisión acusados de "hebertistas"-, llamándolos villanos sin moral y asesinos repugnantes, que habían derramado torrentes de sangre, siempre dispuestos a inventar nuevas conspiraciones con la única intención de acusar a los ciudadanos y acabar con sus vidas. El tribunal los absolvió y la Convención ordenó abrir una investigación sobre los hechos acaecidos en Nantes durante el Terror. En el informe que presentó el 13 de octubre, Merlin de Thionville, antiguo representante en misión montagnard ahora próximo a la derecha, relató los espantosos crímenes cometidos en Nantes –muchos de los detenidos por el comité habían sido ahogados en el río Loira- y calificó a sus autores de caníbales. A continuación Thionville propuso enjuiciar no solamente el caso de Nantes sino el Terror mismo, porque no vamos a consentir que el sistema de esos hombres siga vigente, porque tal cosa equivaldría a conceder a esos monstruos sedientos de sangre impunidad por sus crímenes. Esta denuncia tuvo una gran repercusión en toda Francia y los miembros del comité fueron procesados. Durante el juicio hicieron responsable de sus actos al representante en misión Jean Baptiste Carrier, el hombre que [le]s electrizó la mente, guió [su]s movimientos y tiranizó [sus] opiniones.

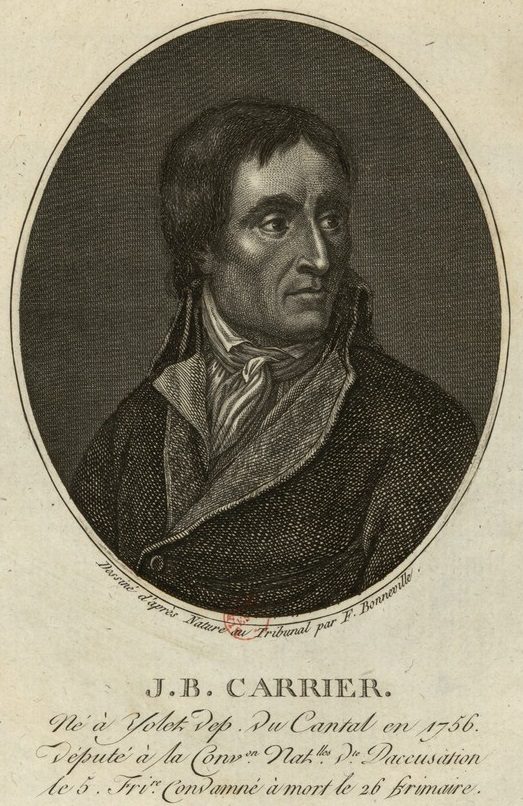
Jean-Baptiste Carrier.

Una comisión de la Convención dictaminó el 11 de noviembre que había motivos para procesar a Carrier. Diez días después respondió ante la Cámara a la acusación diciendo que la República había sobrevivido gracias a las duras medidas que se habían tomado por lo que si él era culpable también lo eran todos los presentes, incluida la campanilla de la presidencia. Finalmente Carrier y los miembros del comité revolucionario de Nantes fueron juzgados por el Tribunal Revolucionario y la sentencia se conoció el 16 de diciembre. Solamente fueron condenados a muerte Carrier y otros dos inculpados, siendo guillotinados inmediatamente, mientras que el resto -28 integrantes del comité y dos cómplices- fueron puestos en libertad porque según la sentencia habían colaborado en los diversos actos de opresión y de extorsión pero no con intenciones criminales y contrarrevolucionarias.

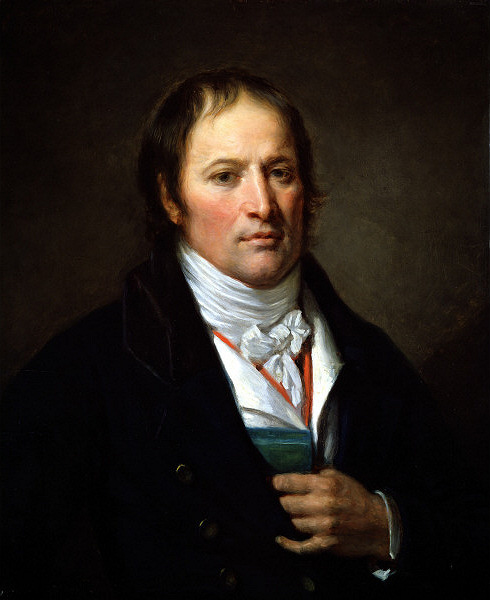
Jacques Nicolas Billaud-Varenne, miembro del Comité de Salvación Pública.

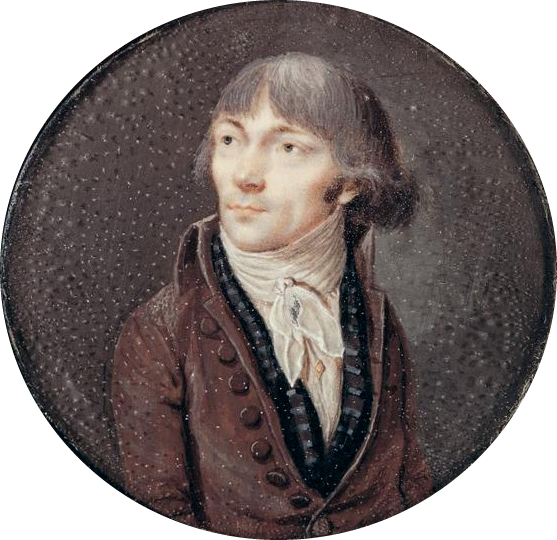
Jean-Marie Collot d'Herbois, miembro del Comité de Salvación Pública.

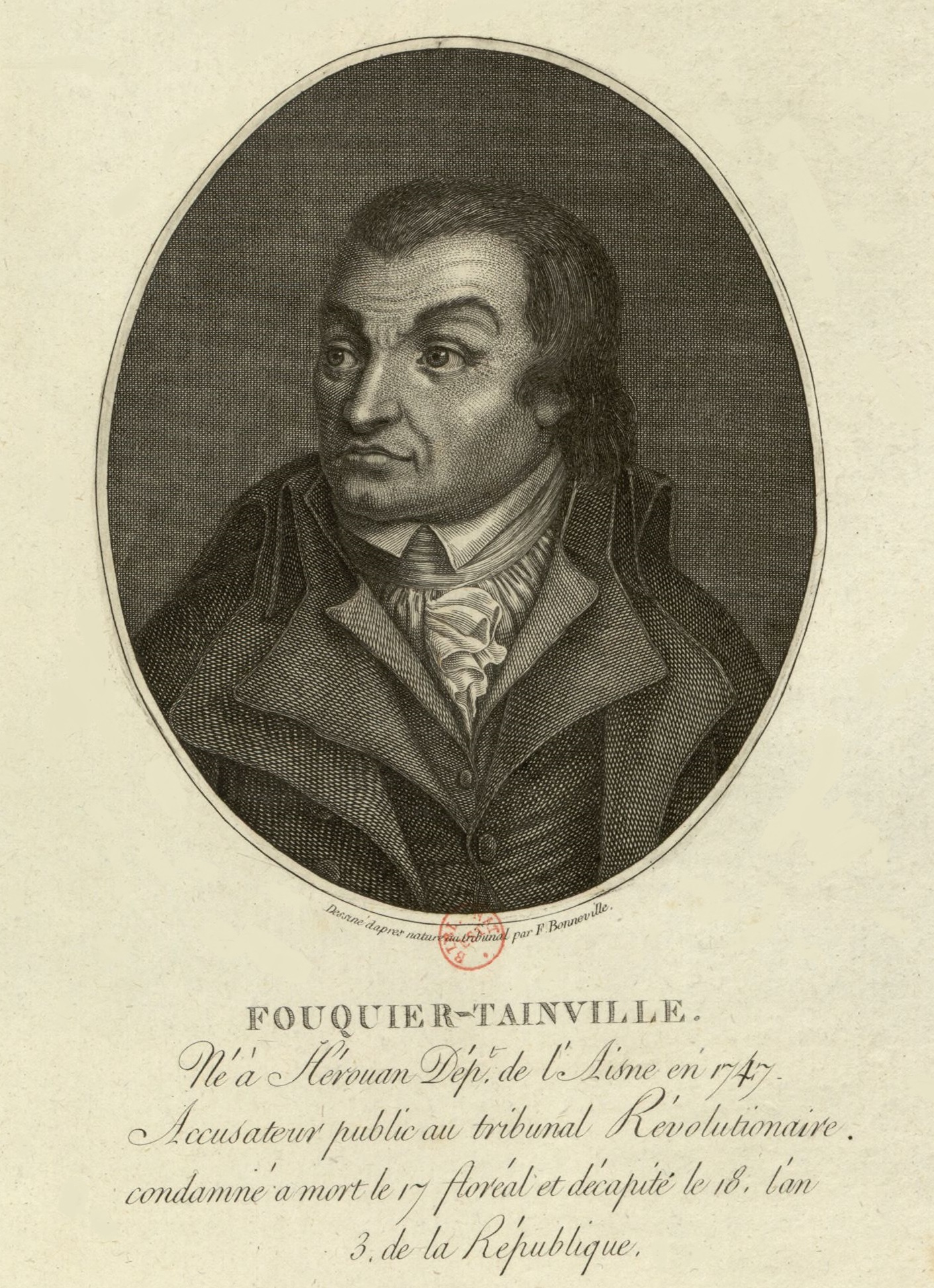
Fouquier-Tinville, fiscal del Tribunal Revolucionario.

Dentro de esta política de repudio del Terror, la Convención había readmitido en su seno una semana antes a los setenta y ocho diputados encarcelados por haber protestado por el apresamiento de los líderes girondinos –y que Robespierre salvó de ser guillotinados, aunque al parecer nadie lo mencionó-. "Con su restitución, de forma implícita se ponía en tela de juicio el carácter legítimo de la caída de los girondinos, y lo cierto es que dar semejante paso no fue nada sencillo. Tanto es así, que habrían de transcurrir tres meses más para que los diputados dieran el siguiente paso, rehabilitando a los cabecillas de dicho movimiento que habían sido declarados proscritos". En esa ocasión, marzo de 1795, el abate Sieyès intervino por primera vez en la Convención después de dos años de haber sido miembro de ella para condenar la caída de girondinos: Lo del funesto 31 de mayo no constituyó una obra de patriotismo, sino un atropello tiránico.
El 27 de diciembre de 1794 la Convención dio el golpe definitivo al Terror al crear una comisión que investigara las actividades de los cuatro gobernantes más destacados de esa época que quedaban con vida: Bertrand Barère, Billaud-Varenne y Collot d'Herbois, del Comité de Salvación Pública; y Marc Vadier, del Comité de Seguridad General. El 3 de marzo de 1795 la Convención decretó su arresto domiciliario –aunque Vadier ya había huido- y al mes siguiente fueron condenados a ser deportados a la Guayana. Barère consiguió escapar. Collot d'Herbois murió en el exilio en 1796 y Billaud Varenne "gozó de una dichosa existencia de granjero en Saint Domingue (Haití), donde vivió hasta 1819". Por esas mismas fechas, coincidiendo con el fracaso del primer levantamiento de los sans-culottes del 12 y 13 de germinal del año III (1 y 2 de abril de 1795), también fueron detenidos Jean-Baptiste-André Amar, miembro destacado del Comité de Seguridad General en la época del Terror, y Jacques-Alexis Thuriot, caído en desgracia después de haberse incorporado al Comité de Salvación Pública tras el 9 de termidor.
Poco después, el 17 de abril, fue suspendido el "gobierno revolucionario", definido por la ley de 14 de frimario del año II y reorganizado tras el 9 de termidor, y el 26 de abril fue abolida la institución de los répresentants en mission. El 6 de mayo el fiscal del Tribunal Revolucionario, Fouquier-Tinville y cuarenta miembros de los jurados del mismo, fueron acusados de haber participado en la conspiración robespierista y condenados a muerte. El 31 de mayo de 1795 fue abolido el Tribunal Revolucionario.

### El "terror blanco" contra los jacobinos
Como ha señalado David Andress la supresión de las leyes e instituciones del Terror, que "podía haber devuelto cierta humanidad a los procesos administrativos y judiciales", "estuvo acompañado, aunque en un primer momento de manera indecisa, por una salvaje reacción política y social". Comenzó al día siguiente de la ejecución de Robespierre y de los otros 21 robespieristas, cuando la Convención ordenó una gran redada en la que fueron detenidos en masa los miembros del Consejo General de la Comuna y los empleados municipales. En la tarde de ese 11 de termidor (29 de julio) eran condenadas a muerte sin juicio 71 personas, lo que constituyó el mayor grupo de guillotinados en un solo día desde la promulgación de la Ley de 22 de pradial. El 12 de termidor (30 de julio) fueron ejecutadas doce personas más, todas ellas declaradas hors la loi y por tanto sin derecho a juicio. Los dos únicos dirigentes de la Comuna que habían conseguido escapar fueron detenidos pocos días después: Coffinhal es guillotinado el 18 de termidor (5 de agosto); Deschamps, ayuda de campo de Hanriot, el 5 de fructidor (22 de agosto). En total fueron 108 los "robespieristas" que han sido ejecutados. A veces las pruebas utilizadas para condenarlos eran tan banales como "haber lanzado improperios hacia un cantante que entonaba una tonada contra Robespierre".

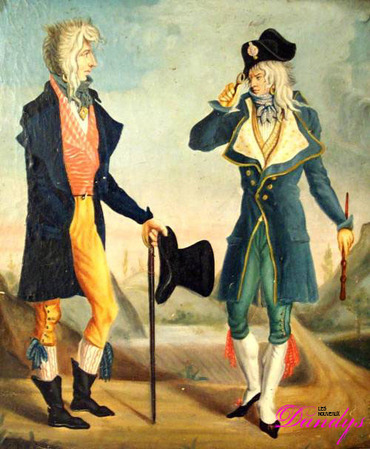
Dos incroyables, miembros de la juventud dorada.

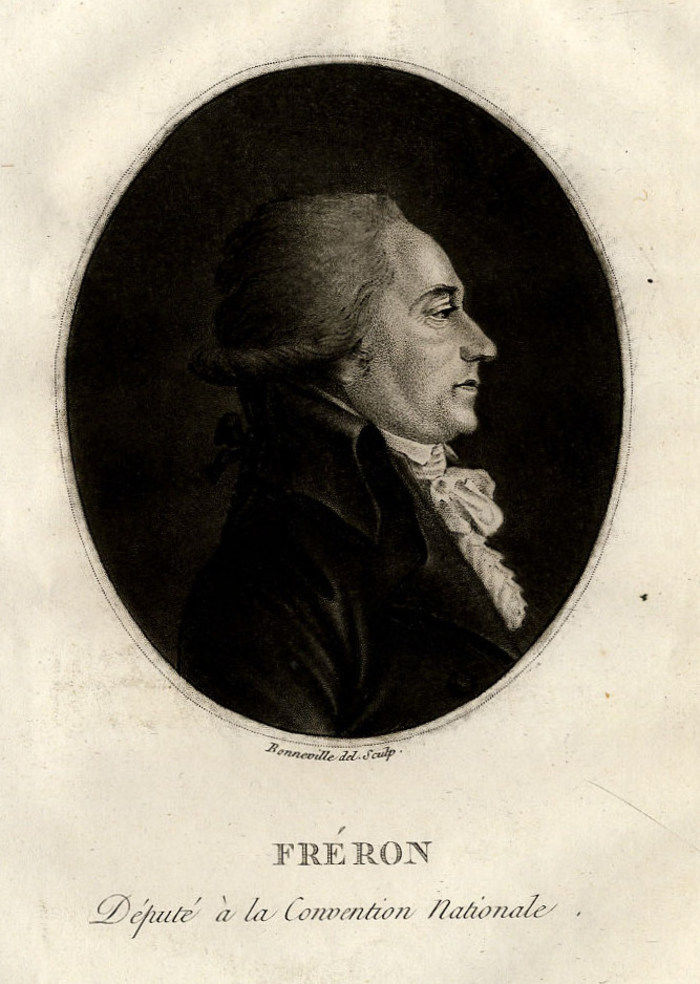
Louis Stanislas Fréron.

Entre los partidarios de que los "terroristas" pagaran por sus crímenes, se encontraban muchos de los que habían sido liberados de las cárceles que no estaban dispuestos a perdonar. Entre ellos destacó el grupo denominado la jeunesse dorée, o "juventud dorada", paradójicamente encabezada por un antiguo "terrorista", Louis-Stanilas Fréron, quien sólo unos meses antes había alardeado de estar matando todo lo que se mueve cuando dirigió el asalto a Tolón y que había sido uno de los protagonistas del 9 de termidor. Fréron impulsó la agitación callejera y la campaña antiterrorista mediante la recuperación de su antiguo periódico L'Orateur du Peuple, que durante el Terror había hecho llamamientos incendiarios a acabar con los "contrarrevolucionarios", y que a partir de entonces compitió con otras publicaciones reaccionarias que aquel verano anegaron las calles de París.
La mayoría de los miembros de la jeunesse dorée no pertenecían ni a la antigua nobleza ni a la alta burguesía pero repudiaban la cultura espartana del año anterior defendida sobre todo por los sans-culottes. "Vestían con afectación, con cuellos amplios, cinturas entalladas y peinados extravagantes, con cierto aire de desdén aristocrático". Se comportaban "con gran violencia, pues, pese a su aspecto de jóvenes disolutos, en la práctica no eran más que matones políticos que frecuentaban los espacios públicos de París para atacar a presuntos terroristas y abuchear a la oposición en los teatros… Este colectivo, integrado por unos dos mil o tres mil miembros, transformó el aspecto de la capital, como ocurrió con la reaparición de los sospechosos liberados".
El blanco de la violencia de la "juventud dorada", y de las campañas de la prensa de derechas, eran los jacobinos, asimilados con el mal absoluto y con el Terror. Así consiguieron que la Convención prohibiera el 16 de octubre las afiliaciones entre clubes, lo que suponía romper la red jacobina que se extendía por toda Francia –algo que no consiguieron en su día los feuillants-. El 9 de noviembre se produjo el asalto de la sede del Club de los Jacobinos de París por la "juventud dorada". "Entraron a la fuerza en el edificio y rompieron ventanas, golpearon a los presentes y azotaron a las mujeres que ocupaban la galería de los espectadores", afirma David Andress. Al día siguiente el asalto fue justificado por un antiguo representante en misión Jean-François Reubell: ¿Dónde se estaba organizando la tiranía? En el Club de los Jacobinos ¿Quién hizo del republicano un sistema tan odioso que hasta un esclavo… se habría negado a vivir en él? Los jacobinos. El día 11 volvió a repetirse el asalto. La respuesta de la Convención fue cerrar el Club por considerarlo una amenaza para el orden público. "Así fue como, por medio de la fuerza bruta, los termidorianos lograron lo que los numerosos oponentes del jacobinismo habían tratado de hacer sin éxito".
El siguiente paso de la "juventud dorada" fue acabar con los símbolos del jacobinismo y del movimiento de los sans-culottes. Comenzó con la destrucción de los bustos de Marat que se encontraban en casi todos los lugares públicos, y continuó con la presión a la Convención para que retirase del Panteón los restos de Marat. Cuando lo consiguieron el día 8 de febrero, lograron hacerse con ellos y los arrojaron por una cloaca. Simultáneamente impusieron un nuevo himno en lugar de La Marsellesa que alentaba al pueblo a tomar las armas contra los terroristas:

¿A qué esta lentitud bárbara? 

¡Corre, pueblo soberano, 

a dar a las bestias del averno

a esas gentes ebrias de sangre humana! 

¡Guerra a todos los agentes del crimen! 

¡Persigámoslos a muerte! 

Bebe del horror que me alienta: 

no escaparán. 

[…]

¡Mirad cómo tiemblan: 

ni osan huir los villanos! 

La sangre que vomitan

Delata su rastro. 

¡Sí: juramos sobre vuestra tumba, 

por nuestra patria desdichada, 

que haremos una hecatombe

con estos detestables caníbales!

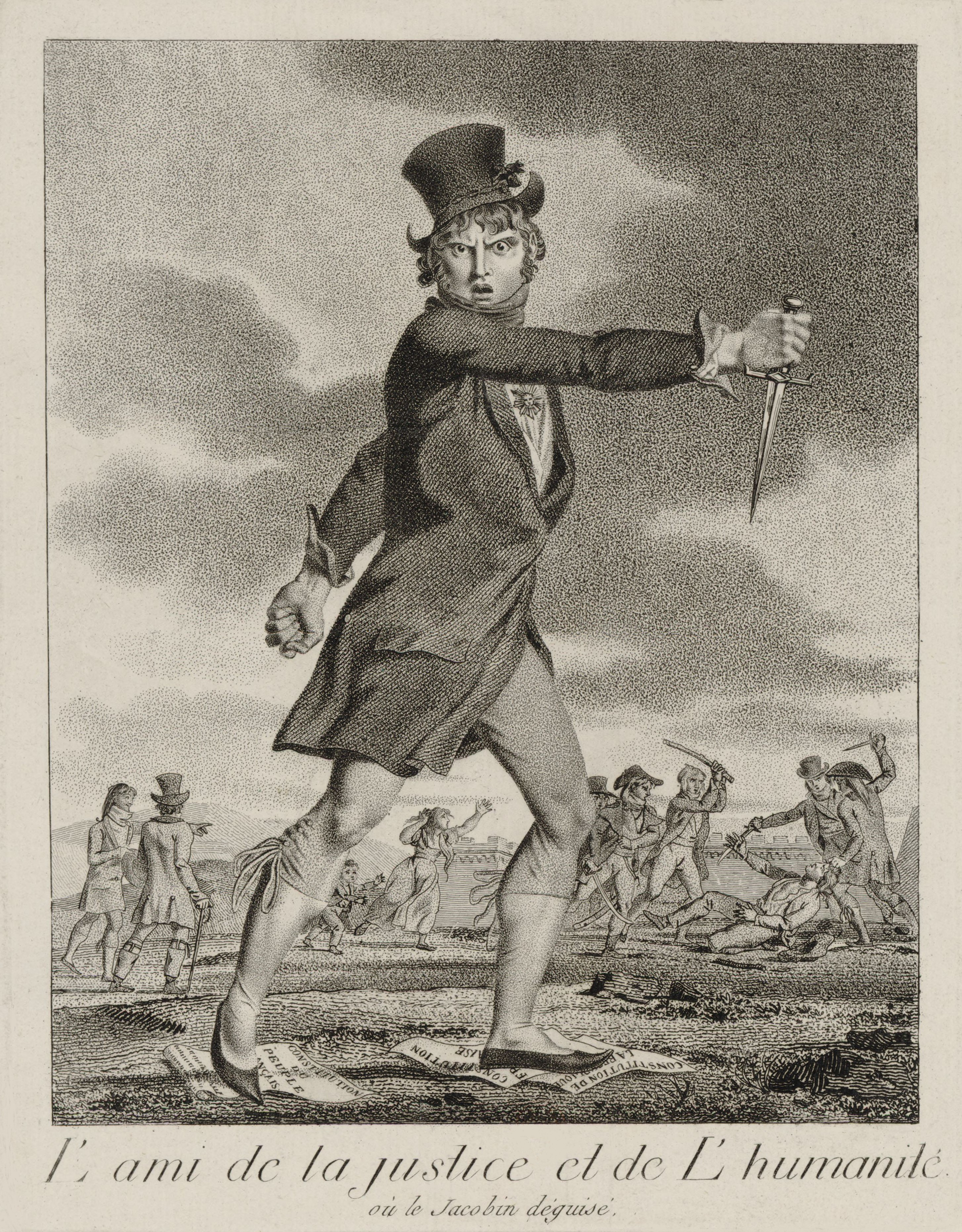
Caricatura representando las bandas armadas (Amis de la justice et de l'humanité, compagnons de Jéhu, compagnons du Soleil) que protagonizaron el Terror blanco contra los jacobinos (1795).

Sin embargo, fue fuera de París, más concretamente en el sudeste de Francia, donde la violencia antijacobina fue más brutal, como venganza a la durísima represión a la que fue sometida la zona durante el Terror. Comenzó en febrero de 1795 en Aviñón donde sus habitantes apalearon, lanzaron al río y luego lo remataron con un arpón a uno de los jueces de la brutal "comisión de Orange" que había actuado en la ciudad durante el "Gran Terror". En ese mismo mes en Nimes miembros de la Guardia Nacional asesinaron a los detenidos terroristas que conducían a la prisión, inaugurando así una forma de ejecución extrajudicial conocida como "traslado de presos" que fue tolerada por las autoridades y que duraría años. La ley de 10 de abril de 1795 de desarme de terroristas facilitó las acciones contra ellos. Se formaron auténticos escuadrones de la muerte que imitaban en sus vestimentas a la "juventud dorada". Uno de ellos tomó el nombre de "Compañía de Jesús" y estaba integrado por "católicos sectarios, violentos y vengativos".
Los hechos más sangrientos se produjeron en mayo y junio de 1795 en Lyon y Marsella. En la primera ciudad el 4 de mayo una multitud de cerca de treinta mil personas asaltó la cárcel donde estaban recluidos un centenar de presos jacobinos, la incendió y mató a hachazos a los reclusos que intentaron huir por la azotea. En Marsella el 5 de junio también fue asaltada la prisión, sin encontrar resistencia alguna por parte de sus guardianes –llegaron a volar con un cañón una de las celdas-, donde fueron asesinados un centenar de jacobinos que estaban allí recluidos y los cadáveres fueron mutilados. Esta acción estuvo instigada por el diputado girondino Isnard, que acababa de ser readmitido en la Convención, y por otros diputados. Uno de ellos, Cadroy, felicitó personalmente a los asesinos por la acción que estaban cometiendo. En los meses y años siguientes continuaron las acciones de las compañías antiterroristas en el sudeste. Esta oleada de violencia legal o extralegal contra los radicales comenzó a ser llamada Terror blanco.

### La amenaza realista
Los emigrés perdieron sus bases en los Países Bajos austríacos gracias a los avances del ejército revolucionario francés que consiguió hacer retroceder a las tropas imperiales al otro lado del Rin. La posición francesa se consolidó cuando el 23 de enero de 1795 fue capturada la flota holandesa y todo el país era ocupado a continuación. Así el 3 de febrero quedó instaurada allí la República de Batavia.

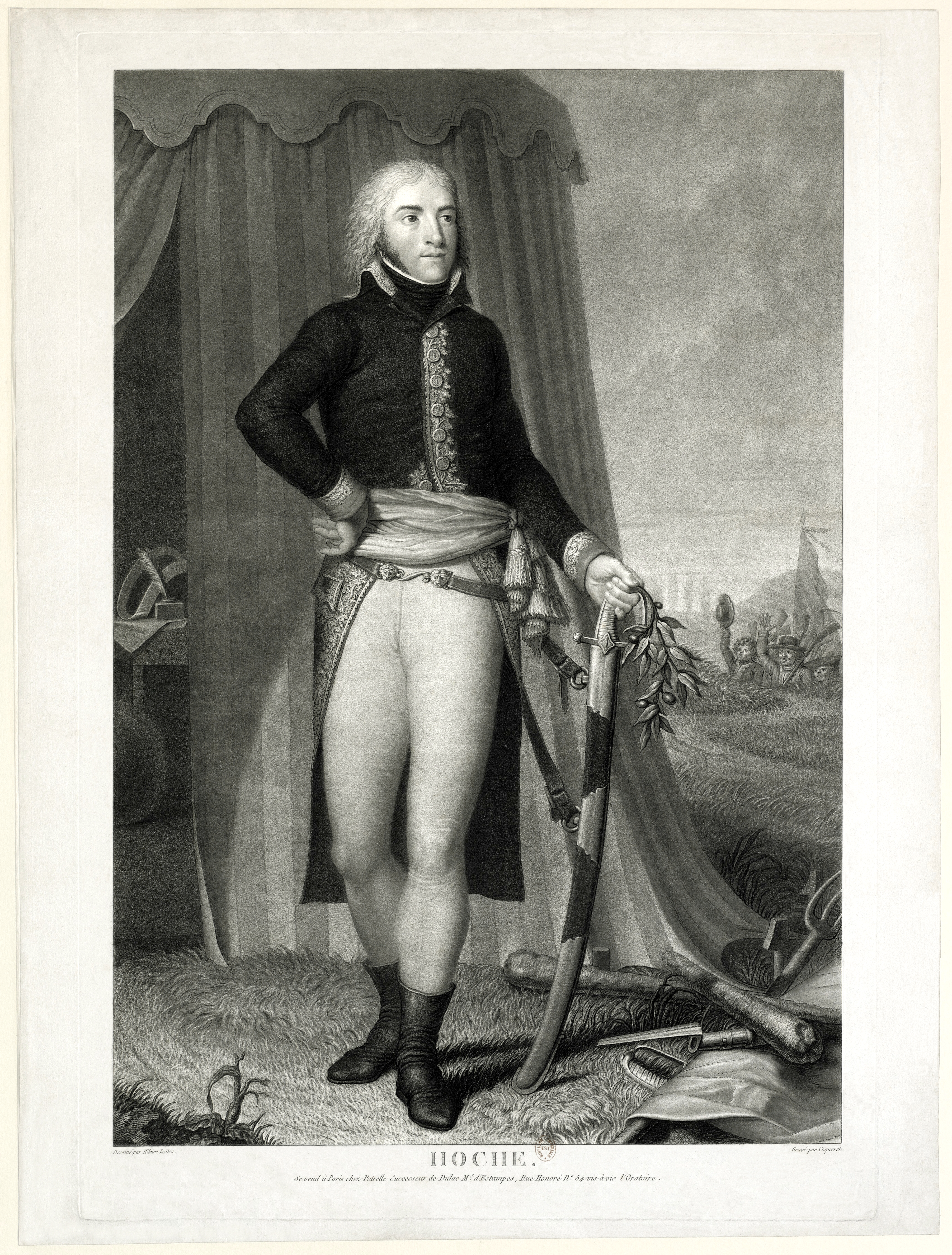
General republicano Lazare Hoche.

En cuanto a las fuerzas realistas del interior, tras el 9 de termidor se reconstruyeron las bandas de chouans en Bretaña y en Normandía, dirigidas por el conde de Puisaye que volvió a crear una unidad del Ejército Católico y Real al norte del Loira gracias al apoyo económico de Gran Bretaña. Pero el general republicano Lazare Hoche, que había estado en prisión como sospechoso, consiguió que la Convención optara por una táctica diferente para hacer frente a esta nueva rebelión realista. Después de haberles infligido diversas derrotas en las semanas anteriores, el 2 de diciembre de 1794 la Convención aprobó la amnistía para los que abandonaran las armas,. El 17 de febrero de 1795 François Charette, el jefe de las fuerzas realistas de la Vendée, firmó el fin de las hostilidades a cambio no solamente de la amnistía, sino también de la libertad de culto y del empleo de sus propios sacerdotes (refractarios todos ellos), así como la exención del servicio militar. Dos meses después los jefes de los chouans abandonaban también las armas con condiciones similares.
Pero la pacificación de Hoche se vino abajo cuando el 8 de junio de 1795 moría en la cárcel Luis Carlos de Borbón, hijo de Luis XVI –"aquel huérfano de ocho años había vivido separado de su familia desde los albores del mes de junio de 1793, confinado con todo género de medidas de seguridad, y había conocido una existencia lamentable en la Torre del Temple durante los peores meses del Terror, sometido a una custodia severa azuzada por los continuos rumores de liberación. La mala alimentación y el escaso ejercicio acabaron con su salud. […] Paradójicamente, sufrió de escrófulas, enfermedad que, según se creía, podía curarse con solamente tocar al rey de Francia", afirma David Andress-. Entonces los derechos al trono de Francia pasaron al conde de Provenza, hermano de Luis XVI, quien adoptó el título de Luis XVIII, ya que el hijo de Luis XVI que acababa de morir era conocido por los realistas como Luis XVII. Luis XVIII hizo una Declaración el 24 de junio en la que descartó cualquier posibilidad de entendimiento al afirmar que su objetivo principal era la restauración de la autoridad real en la plenitud de su potestad y que cuando reinara lo haría bajo la venerable constitución antigua, lo que significaba la restauración de la Monarquía absoluta y del Antiguo Régimen. Además amenazó directamente a los diputados que votaron la muerte de su hermano Luis XVI.
Poco después de la Declaración de Luis XVIII tenía lugar un desembarco de unos doce mil realistas en Quiberon (Bretaña) que había sido llevados allí por barcos de la Marina Real británica. Pero sus avances iniciales se vieron frustrados por la defensa organizada por el general Hoche y el 21 de julio tuvieron que rendirse. Fueron ejecutados más de setecientos rebeldes, lo que puso fin a la tregua que se había alcanzado en los meses anteriores. A partir de entonces se reprodujeron los ataques de los chouans que se prolongarían durante los dos años siguientes. El desembarco de Quiberon formaba parte de un plan más amplio de derribar la República, que incluyó un intento de penetración de emigrados hacia Lyon desde Saboya y la tentativa de soborno del general Jean-Charles Pichegru, comandante en jefe del ejército del Rin –Pichegru acabaría por pasarse al campo monárquico dos años después-.

### La crisis económica y las rebeliones de lossans-culottes
A pesar de que en septiembre de 1794 prometió no hacerlo, el 24 de diciembre la Convención abolió la Ley del Máximo establecida durante la época del Terror por lo que a partir de entonces el mercado de los productos básicos dejó de estar regulado por el gobierno. La medida resultó una catástrofe porque coincidió con uno de los inviernos más fríos que se recordaban –que se sumó a un otoño muy lluvioso-, lo que hizo imposible la llegada de suministros a las ciudades porque las aguas de los ríos estaban heladas y las carreteras cortadas por la nieve. Así que los artesanos dejaron de recibir las materias primas y las fuentes de energía con las que poder trabajar y los precios de los alimentos se dispararon. El gobierno acuciado también por el aumento de los precios recurrió a la emisión de asignados para poder cubrir sus gastos, por lo que éstos se depreciaron aún más y la inflación quedó fuera de control. En París los precios entre enero y abril de 1795 subieron un 50%.

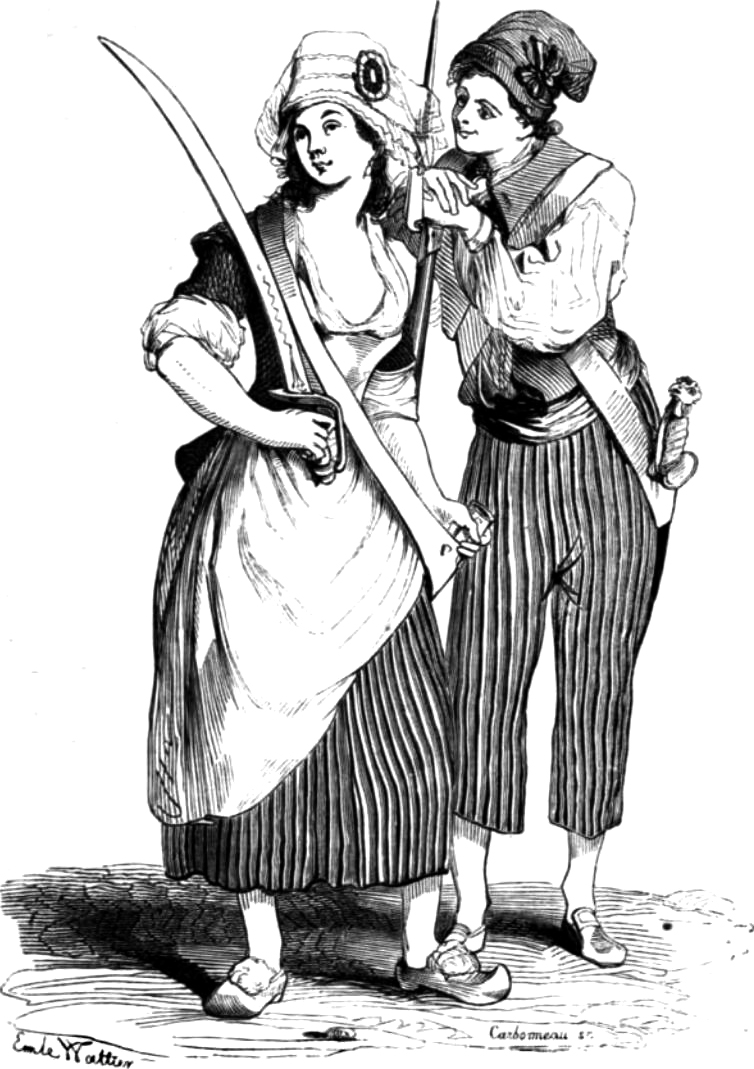
Pareja de sans-culottes.

A principios del año 1795 comenzaron las protestas populares por la escasez de alimentos y la escalada de los precios que arreciaron en marzo. El día 28 de ese mes la Guardia Nacional disparó contra los manifestantes congregados ante la Convención. Los tumultos continuaron el 30, y el 31 se declaró una huelga en demanda de pan. Los días 1 y 2 de abril (12 y 13 de germinal del año III) tuvo lugar una insurrección general de los sans-culottes de París que invadieron la Convención al grito de "Pan y la Constitución de 1793" (que continuaba sin ser restablecida por la Convención y que se había convertido una reivindicación fundamental del movimiento). Sin embargo, la Guardia Nacional, con la ayuda de algunos miembros de la "juventud dorada", dispersó sin muchas dificultades y con poca violencia a los manifestantes.
Como la situación económica siguió deteriorándose –de 25 sueldos que costaba la libra de pan a finales de marzo se pasó a 120 un mes después- el 1 de pradial del año III (20 de mayo de 1795) tuvo lugar una nueva insurrección de los sans-culottes de París. Esta vez tuvieron más éxito porque se les unieron soldados de la Guardia Nacional procedentes de las secciones radicales del este de la capital, y al irrumpir en la sala de la Convención –llevando en una pica la cabeza de un diputado que se había opuesto a su entrada- los diputados de La Montaña les apoyaron e hicieron aprobar una serie de medidas para asegurar el suministro de alimentos a París, liberar a los patriotas encarcelados y formar un "gobierno revolucionario". Sin embargo, la llegada de miembros de las secciones del oeste de la capital, la zona más acomodada, permitió a los termidorianos recuperar el control de la Convención. Así los decretos de los montagnards fueron quemados y los diputados detenidos. En los dos o tres días siguientes las tropas leales a la Convención hicieron fracasar un nuevo intento insurreccional sans-culotte y ocuparon los barrios orientales de París, donde se encontraban los feudos de los "radicales". Como el Tribunal Revolucionario había sido abolido, se formó una comisión especial que el 17 de junio juzgó a once diputados de La Montaña que habían apoyado la insurrección, aunque uno se suicidó antes de ser llevado a juicio y otros cuatro, como Prieur de la Marne, miembro del Comité de Salvación Pública, consiguieron huir. Los seis diputados que quedaron intentaron quitarse la vida con puñales escondidos en la misma sala del tribunal. Tres murieron en el acto, y los otros tres malheridos fueron guillotinados. Se convirtieron así, para los jacobinos, en los mártires de pradial.
Tras el fracaso de la insurrección se produjeron miles de detenciones, aunque se concretaron en pocos procesos y ajusticiamientos. También se decretó la expulsión de la Guardia Nacional de los obreros y de los artesanos pobres, medida que junto con las detenciones puso fin a la influencia de los sans-culottes en la capital. Especial atención merecieron las mujeres a las que se prohibió asistir a las asambleas políticas y a reunirse en público en número mayor que cinco. El 23 de agosto se decretó el cierre de todos los clubes y sociedades políticas. Las insurrecciones fracasadas y la miseria económica que siguió extendiéndose hicieron que muchos sans-culottes miraran con nostalgia el tiempo en que reinaba Robespierre.

### La nueva Constitución, la última insurrecciónsans-culottey la llegada del Directorio
El 22 de agosto de 1795 se promulgó la nueva Constitución del año III que había elaborado y aprobado la Convención durante los meses anteriores. Se trataba de una Constitución, muy diferente a la de 1793 y en esencia volvía a los principios de la Constitución monárquica de 1791, como el del sufragio censitario. Las dos novedades principales que presentaba era que el poder legislativo estaba compuesto por dos cámaras, siguiendo el modelo británico, y que el ejecutivo estaba integrado por cinco personas, que formarían el Directorio, el nombre con el que acabaría conociéndose al nuevo régimen republicano. La Constitución fue aprobada en referéndum pero la participación no llegó al millón de personas. En el mismo referéndum se aprobó también, con una participación todavía menor, la norma aprobada por la Convención de que en las primeras elecciones dos tercios de los miembros de las dos cámaras legislativas serían elegidos por los diputados de la Convención saliente –se temía que las elecciones las pudieran ganar los realistas-. En septiembre y principios de octubre de 1795 tuvo lugar el largo proceso electoral con la reunión de las asambleas que nombraron a su vez a los miembros de las asambleas electorales de las que saldrían los diputados.

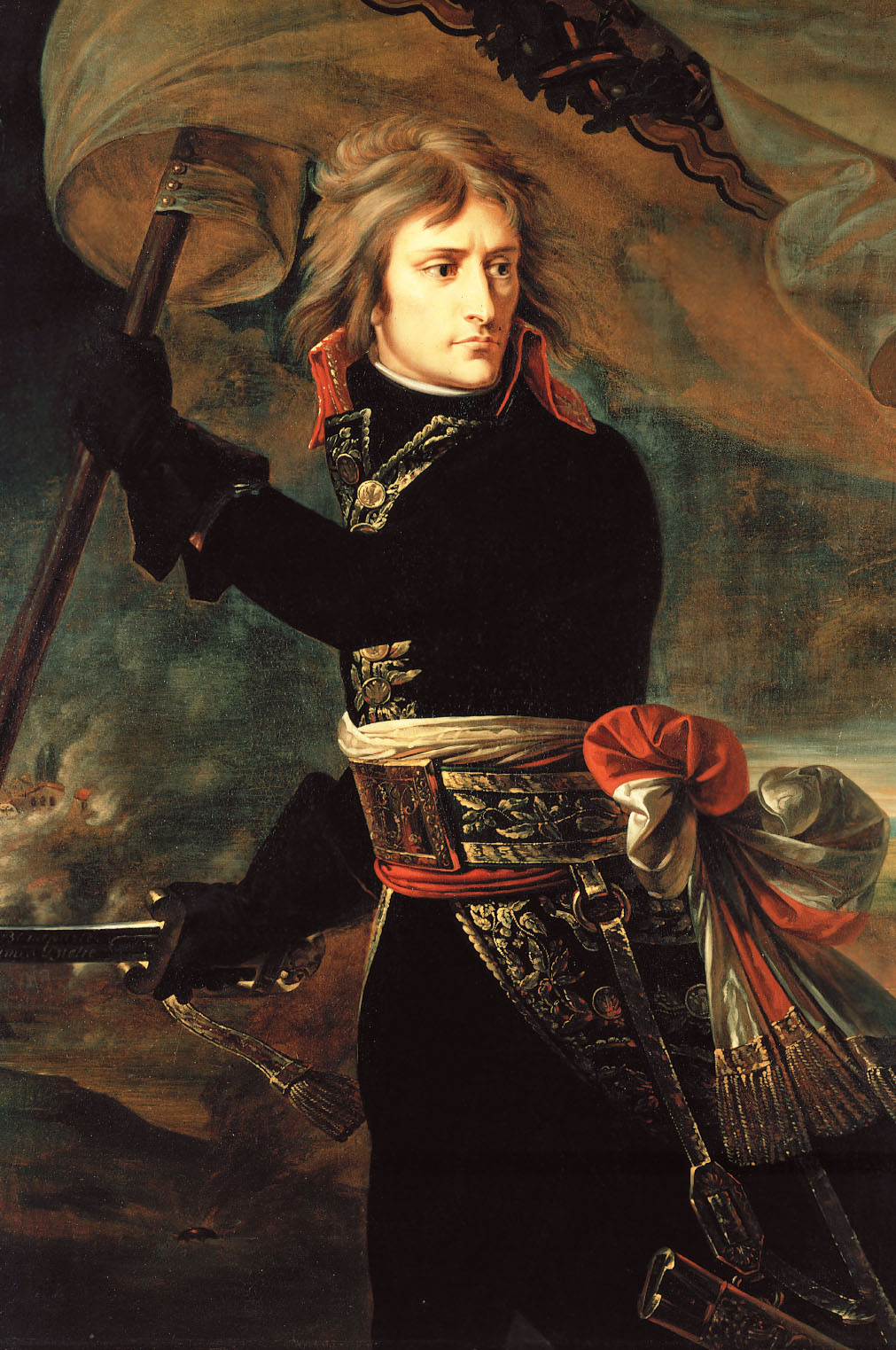
General Napoleón Bonaparte hacia 1797.

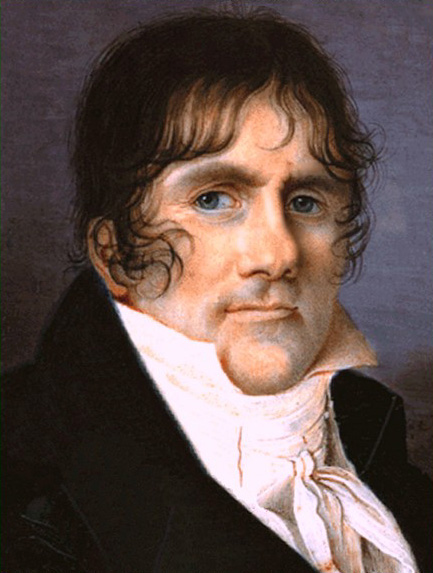
Paul François Jean Nicolas Barras.

En París todas las secciones, menos una, rechazaron que solamente pudieran ser elegidos un tercio de los escaños, al reservarse la Convención la designación de los dos tercios restantes. En este contexto en la mañana del 5 de octubre se inició la última insurrección de los sans-culottes de París, aunque esta vez el protagonismo le correspondió a las secciones del lado occidental del centro de la ciudad, concretamente a las cuatro o cinco situadas en torno al distrito financiero del Palacio Real. De allí partieron unos ocho mil insurgentes hacia la sede de la Convención en las Tullerías, donde estaban apostados unos cinco mil soldados regulares bajo el mando de Paul François Jean Nicolas Barras que ya había dirigido las fuerzas de la Convención durante el 9 de termidor. Para su defensa se había fortificado el palacio con artillería al mando del general Bonaparte, un protegido de Barras desde los tiempos del sitio de Tolón de 1793. Estas fuerzas militares consiguieron rechazar a los sublevados –produciéndose varios centenares de víctimas en ambos bandos- y al día siguiente, 6 de octubre, iniciaron la ofensiva contra ellos asaltando las barricadas que habían levantado en los barrios de donde procedían.
El 5 de noviembre, un mes después de haber aplastado la rebelión, se formó el primer Directorio, en el que se integró Barras, quien sería el único hombre que formó parte del mismo de manera continua durante los cuatro años que duró el régimen directorial, hasta que en noviembre de 1799 el general Bonaparte dio el golpe de Estado del 18 de brumario y se hizo proclamar primer cónsul de la República.